# Brian Bedford (Fußballspieler)
Noel Brian Bedford (* 24. Dezember 1933 in Ferndale, Rhondda Cynon Taf; † 18. Mai 2022) war ein walisischer Fußballspieler auf der Position eines Stürmers.

## Leben
Nachdem Bedford zunächst für jeweils nur eine Saison beim FC Reading und FC Southampton tätig gewesen war, stand er die nächsten drei Jahre von 1956 bis 1959 beim AFC Bournemouth unter Vertrag. Anschließend wechselte er zu den Queens Park Rangers, bei denen er mit sechs Jahren seinen längsten Aufenthalt hatte. In jeder seiner sechs Spielzeiten mit QPR erzielte er mindestens 20 Tore und insgesamt 180 bei seinen 283 Einsätzen für die Rangers, womit er in allen sechs Spielzeiten Toptorjäger des Vereins war. 
Nach weiteren kurzzeitigen Engagements bei Scunthorpe United (1965/66), FC Brentford (1966/67), Atlanta Chiefs (1967/68) und Bexley United (1968/69) beendete er seine aktive Laufbahn. Anschließend arbeitete er als Tennislehrer und später als Angestellter seines langjährigen Vereins Queens Park Rangers. Zuletzt lebte Bedford in Cardiff und spielte gerne Golf.